# Mohîlativ, Hadeaci
Mohîlativ (în ucraineană Могилатів) este un sat în comuna Martînivka din raionul Hadeaci, regiunea Poltava, Ucraina.

## Demografie
Componența lingvistică a localității Mohîlativ
     Ucraineană (98,59%)
     Rusă (1,41%)
Conform recensământului din 2001, majoritatea populației localității Mohîlativ era vorbitoare de ucraineană (98,59%), existând în minoritate și vorbitori de rusă (1,41%).